# مواره
مواره، روستایی از توابع بخش زز و ماهرو شهرستان الیگودرز در استان لرستان ایران است.

## جمعیت
این روستا در دهستان زز شرقی قرار دارد و براساس سرشماری مرکز آمار ایران در سال ۱۳۸۵، جمعیت آن ۴۵ نفر (۸خانوار) بوده‌است.